# Goniothalamus yunnanensis
Goniothalamus yunnanensis W.T.Wang – gatunek rośliny z rodziny flaszowcowatych (Annonaceae Juss.). Występuje naturalnie w południowej części Chin – w południowym Junnanie. 

## Morfologia
PokrójZimozielone drzewo dorastające do 5 m wysokości.
LiścieMają kształt od podłużnego do podłużnie eliptycznego. Mierzą 7,5–19 cm długości oraz 3–6,5 cm szerokości. Nasada liścia jest klinowa. Blaszka liściowa jest o ostrym wierzchołku. Ogonek liściowy jest nagi i dorasta do 5–13 mm długości.
KwiatyZebrane w pary, rozwijają się w kątach pędów. Działki kielicha mają owalnie trójkątny kształt, są owłosione od wewnętrznej strony i dorastają do 8 mm długości. Płatki mają żółtoczerwonawą barwę, zewnętrzne maja lancetowaty kształt, są owłosione i osiągają do 20 mm długości, natomiast wewnętrzne są odwrotnie jajowate i mierzą 7 mm długości. Kwiaty mają około 100 pręcików i 9–13 owocolistków.
OwocePojedyncze mają podłużny kształt, zebrane po 14 w owoc zbiorowy. Są nagie. Osiągają 3 mm długości.

## Biologia i ekologia
Rośnie w lasach. Występuje na wysokości do 700 m n.p.m. Kwitnie w kwietniu, natomiast owoce dojrzewają od maja do czerwca.